# Martin Kappas
Martin Kappas (* 17. September 1961 in Düsseldorf) ist ein deutscher Geograph und Professor an der Universität Göttingen.

## Leben
Nach dem Studium der Geophysik an der Universität Köln, der Geologie und Geographie an der Universität Bonn arbeitete Martin Kappas beim Geologischen Landesamt Nordrhein-Westfalen. Ab 1990 war er wissenschaftlicher Assistent am Lehrstuhl für Physikalische Geographie der Universität Mannheim.
Die Dissertation 1993 und die Habilitation 1998 erfolgte ebenfalls in Mannheim. Von 1998 bis 1999 war er dort als Privatdozent tätig. Seit Oktober 2000 ist er als Professor an der Universität Göttingen tätig.
Fachliche Schwerpunkte von Martin Kappas sind Fernerkundung, Geographisches Informationssysteme und die allgemeine Kartographie. Er leitet die Abteilung Kartographie, GIS und Fernerkundung.

## Publikationen (Auswahl)
- mit P. Frankenberg: Temperatur- und Wetterlagentrends in Westdeutschland. (= Mannheimer Geographische Arbeiten. Band 30). 1991, ISBN 3-923750-29-3.
- Fernerkundung nah gebracht, Leitfaden für Geowissenschaftler. (= Dümmler Fachbuch. 7871). 1. Auflage. Bonn 1994, ISBN 3-427-78711-7.
- mit P. Frankenberg und H. Himmler: Zur Vegetationsgeographie des Haardtrandes. (= Mannheimer Geographische Arbeiten. Band 39). Mannheim 1994, ISBN 3-923750-54-4.
- Zur Geländeklimatologie eines alpinen Talsystems. (= Mannheimer Geographische Arbeiten. Band 40). Mannheim 1995, ISBN 3-923750-55-2.
- mit B. Wandelt: Vegetations- und bodenkundliche Arbeiten im Sahel von Burkina Faso. (= Arbeitsberichte der Universität Mannheim. Nr. 15). Mannheim 1996, DNB 979154545.
- Geographische Informationssysteme. (= Das Geographische Seminar). Westermann, 2001, ISBN 3-14-160339-1.
- Naturraumpotential und Landnutzung im Oudalan – eine Fallstudie aus dem Sahel Burkina Fasos zur Anwendbarkeit von Fernerkundungsmethoden im regionalen Maßstab. (= Erdsicht – Einblicke in geographische und geoinformationstechnische Arbeitsweisen. Vol. 8). Stuttgart 2006, ISBN 3-89821-664-0.